# 苏马拉加 (西班牙)
苏马拉加是西班牙巴斯克自治区吉普斯夸省的一个市镇。总面积18平方公里，总人口10175人（2001年），人口密度565人/平方公里。